# Newport County AFC
A Newport County AFC egy walesi labdarúgócsapat, amelyet 1912-ben alapítottak Newportban.

## Játékosok
2013. június 5. szerint

### Jelenlegi keret
| #  |        | Poszt | Név            |
| -- | ------ | ----- | -------------- |
| 2  | Wales  | V     | David Pipe     |
| 3  | Wales  | V     | Andrew Hughes  |
| 4  | Anglia | KP    | Max Porter     |
| 5  | Wales  | V     | Tony James     |
| 6  | Anglia | V     | Ismail Yakubu  |
| 7  | Anglia | CS    | Aaron O'Connor |
| 8  | Anglia | KP    | Lee Minshull   |
| 9  | Anglia | CS    | Danny Crow     |
| 13 | Anglia | V     | Andy Sandell   |
| 17 | Wales  | KP    | Michael Flynn  |

| #  |                | Poszt | Név              |
| -- | -------------- | ----- | ---------------- |
| 21 | Wales          | V     | Byron Anthony    |
| 23 | Anglia         | CS    | Christian Jolley |
| 24 | Anglia         | CS    | Robbie Willmott  |
| 25 | Anglia         | CS    | Conor Washington |
| 27 | Wales          | CS    | Rhys Griffiths   |
| 40 | Anglia         | K     | Lenny Pidgeley   |
|    | Wales          | K     | Matthew Swann    |
|    | Észak-Írország | KP    | Adam Chapman     |
|    | Anglia         | CS    | Chris Zebroski   |

## Edzők
| - Davy McDougall 1912–1913 (játékosedző) - Sam Hollis 1913–1917 - Harry Parkes 1919–1922 - Jimmy Hindmarsh 1922–1935 - Louis Page 1935–1936 - Tom Bromilow 1936–1937 - Billy McCandless 1937–1945 - Tom Bromilow 1948–1950 - Fred Stansfield 1950–1953 - Billy Lucas 1953–1961 - Bobby Evans 1961–1962 - Billy Lucas 1962–1967 - Leslie Graham 1967–1969 - Bobby Ferguson 1969–1970 (játékosedző) - Billy Lucas 1970–1974 - Brian Harris 1974–1975 - Dave Elliott 1975–1976 (játékosedző) - Jimmy Scoular 1976–1977 - Colin Addison 1977–1978 - Len Ashurst 1978–1982 | - Colin Addison 1982–1985 - Bobby Smith 1985–1986 - John Relish 1986 - Jimmy Mullen 1986–1987 - John Lewis 1987 - Brian Eastick 1987–1988 - David Williams 1988 - Eddie May 1988 - John Mahoney 1988–1989 - John Relish 1989–1993 - Graham Rogers 1993–1996 - Chris Price 1997 - Tim Harris 1997–2002 - Peter Nicholas 2002–2004 - John Cornforth 2004–2005 - Peter Beadle 2005–2008 - Dean Holdsworth 2008–2011 - Tim Harris 2011 (ideiglenes) - Anthony Hudson 2011 - Lee Harrison 2011 (ideiglenes) |

## Sikerei
- Conference National
  - Play-off győztes: 2012–2013

- Walesi kupa:
  - Győztes: 1986–1987

## Külső hivatkozások
- Hivatalos weboldal